# Наш Декамерон (Маріупольський театр, 1991)
Наш Декамерон (Маріупольський театр 1991) — вистава, створена театральним режисером Володимиром Балкашиновим у Маріупольському театрі.

## Два різні Декамерони
Декамерон у перекладі з грецької «десять днів», «десятиденник». Це також назва відомого твору італійського письменника Джованні Бокаччо (1313—1375). Свій твір Бокаччо закінчив 1351 року. Оповідання, котрими розважається товариство втікачів (сім паньонок і три шляхетні кавалери) — не були оригінальними у Боккаччо. Як виявив пізніший аналіз — це перероблені ним фольклорні, легендарні або класичні мотиви, запозичені то з «Метаморфоз» Апулея, то з тогочасних анекдотів, то з фольклора тогочасних міст, перетлумачені як у проповідях на дидактику і моральне повчання.
«Декамерон» Бокаччо здобув велику популярність в Італії, де твір письменника знайшов чимало послідовників (Франко Саккетті, Мазуччо тощо). Вже в 14 ст. він був перекладений на французьку та англійську мови, пізніше сюжети «Декамерона» часто позичали літератори інших країн Європи, нерідко переробляючи їх в дусі національних традицій. Так, на українську «Декамерон» Бокаччо переклав Миколай Лукаш.
У Бокаччо персонажі книги втекли з міста, де була чума у заміську садибу і розважають товариство оповіданнями про різні події, частка котрих про християнську віру, нещасне кохання, секс і наслідки цього. У книжці наведені їх вигадані імена, нібито для того, щоб не осоромити благородних людей, що розмовляли на теми, неприйнятні для тогочасного суспільства.
«Декамерон» у Едварда Радзинського теж низка оповідань — окремих частин біографії одної особи, де було мало місця для кохання, зате забагато для насилля, омани і грішних вчинків, знайомі котрої платять за спаскуджені власні життя втратами всього нажитого майна, тюремним ув'язненням, смертю. «Наш Декамерон» у Едварда Радзинського не такий мозаїчний і розірваний композиційно, як у Бокаччо, хоча би тим, що крізь усі негаразди і поневіряння проходить головна героїня, імені котрої Радзинський не дає, це просто — Вона. Тут нема місця благородним особам і добродіям, хоча розмова теж йтиме на теми, неприйнятні і неприємні для представників радянського суспільства, бо вони і самі не знають, яке ж суспільство вони побудували за сімдесят з чимось років.

## Акторський склад
- Вона — Руснак Людмила
- Міністр культури — І. Гордієнко
- Актори або дійові особи — Н. Юргенс, Ю. Доронченко, В. Мітрофанов, З. Балкашинова, Т. Лемеш
- Молодь — С. Боклан, С. Лупільцев, В. Михайловський, Н. Марченко

## Сюжет вистави
Вистава починалась з ефектної появи пані в розкішній сукні в глядацькій залі. Це була королева Елізабет Перша або Вона. Вона реготала, хиталася, тримала пляшку з алкоголем і була напідпитку. Це була антигероїня і головний персонаж вистави. На сцені був трон, за котрим розмістили парадний портрет Елізабет Першої. Сюди і прямувала п'яна королева (актриса Руснак Людмила Олімпіївна). Глядачі згодом дізнаються, що королеву (султаншу) і її міністра культури розстріляли.
Чистилище. Королева повернулася до життя і починає розповідь про власну долю. Вона була десятою дитиною в небагатій родині. Всього, що їй було потрібно для нормального життя, їй довелось здобувати важко і страшно. Не врятувало дівчину і успішне навчання (відмінниця у класі), і всі її намагання вижити у страхітливому оточенні. Ще у шкільні роки її зґвалтували, а за право не обслуговувати сексуально парубків із місцевої банди, вона приводить до них оманою знайомих дівчат… Аби позбавитись врешті решт від банди парубків і власного страху так жити, Вона продасть їх міліції. Молодість парубків пропаде у тюрмі.
Нова сторінка біографії — невдача при влаштуванні у театральний столичний інститут. Неможливість повернутися додому закінчується продажем сексуальних послуг столичним старцям, у котрих це — юнацькі сексзабави. Потім — панель у Москві, готелі «Метрополь» та «Космос», нарешті шлюб із якимось іноземцем і виїзд із СРСР…
Чужа країна, забезпечений будинок і чоловік, котрий лише засіб покінчити зі страхітливим життям у СРСР. Спокою і задоволення, до котрих так прагнула, нема і тут. І світ акул присутній і тут, лише це світ інших акул. Родина розпалась, але чоловік зробив усе, аби вона після розлучення не отримала нічого. Він тихо розпродав власне майно, придбав корабель і блукає світом у пошуку пригод як летючий авантюрист. Тоді як Вона втратила все і повернулась до панелі знову.
Випадковий шлюб із багатим африканцем нарешті її рятує. Африканець виявився родичем якогось султана і новоспечена родина перебралась на житло на острів. Вона солодко їсть і солодко спить, але бракує пригод і чогось… Відтепер молода акула придивляється до " професії султана " і приміряє на себе роль султанши (адже вона мріяла про театральну кар'єру колись). Вона прокрутила чергову інтригу і позбавилась і від набридлого чоловіка, і від султана. Як родичка обох вона і посіла трон у маленькій країні, ставши матір'ю батьківщини. Про кінець авантюрної особи глядачи дізнались ще на початку вистави.
Усвідомлення жахливої власної долі не позбавляє її від оцінок подій і від совісті. Іноді, жахаючись чергової страшної події, вона набридає власним злочинцям з запитанням — а чи не бояться вони пекла, що самі створили на землі ? Можливо, через це автор драми і помістив її у чистилище, де після каяття зберігається можливість врятувати власну душу.